# ノイキルヒェン (クニュル)
ノイキルヒェン (ドイツ語: Neukirchen) は、ドイツ連邦共和国ヘッセン州シュヴァルム＝エーダー郡に属す市で、保養地であり、クナイプ式水浴場の街である。

## 地理

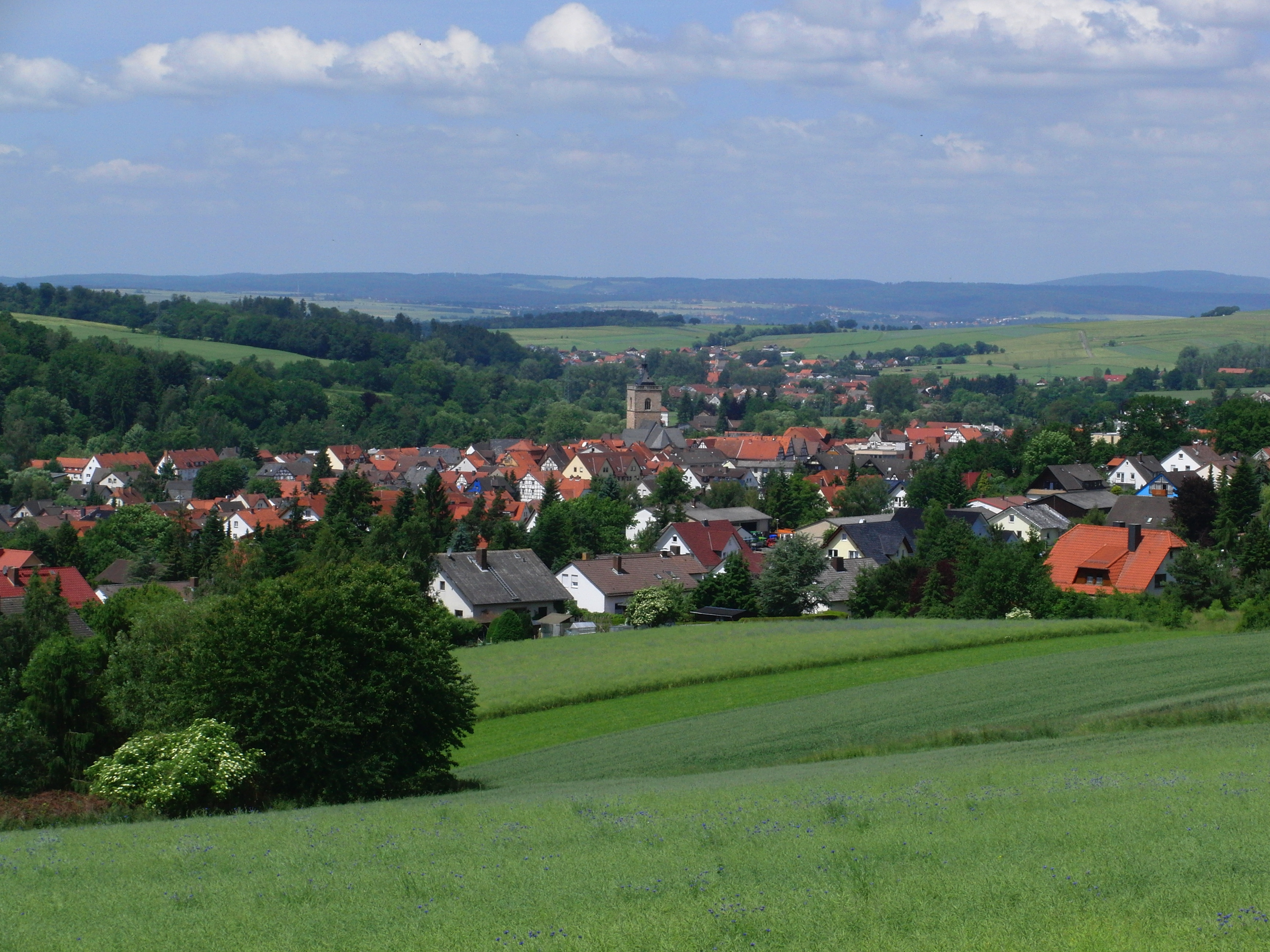
ノイキルヒェン

### 位置
ノイキルヒェンは、クニュル山地の南西斜面、シュヴァルム地方の辺縁部に位置する。市内をグレンフ川が流れており、市の上流部でブーヒェンバッハ川、市中心部でウルバッハ川がこれに合流する。
最寄りの大都市は、カッセル（約 60 km 北）、マールブルク（約 40 km 西）、フルダ（約 60 km 南東）、バート・ヘルスフェルト（約 25 km 東）である。

### 隣接する市町村
ノイキルヒェンは、北はフリーレンドルフ、東はシュヴァルツェンボルンおよびオーバーアウラ、南はオットラウ、西はシュレックスバッハおよびヴィリングスハウゼンと境を接している（以上、いずれもシュヴァルム＝エーダー郡）。

### 市の構成
本市には、中核市区であるノイキルヒェン市区の他に、アステローデ、クリステローデ、ハウプトシュヴェンダ、ナウジス、リーベルスドルフ、リュッカースハウゼン、ザイガーツハウゼン、ヴィンヒェローデの各市区が属している。

## 歴史

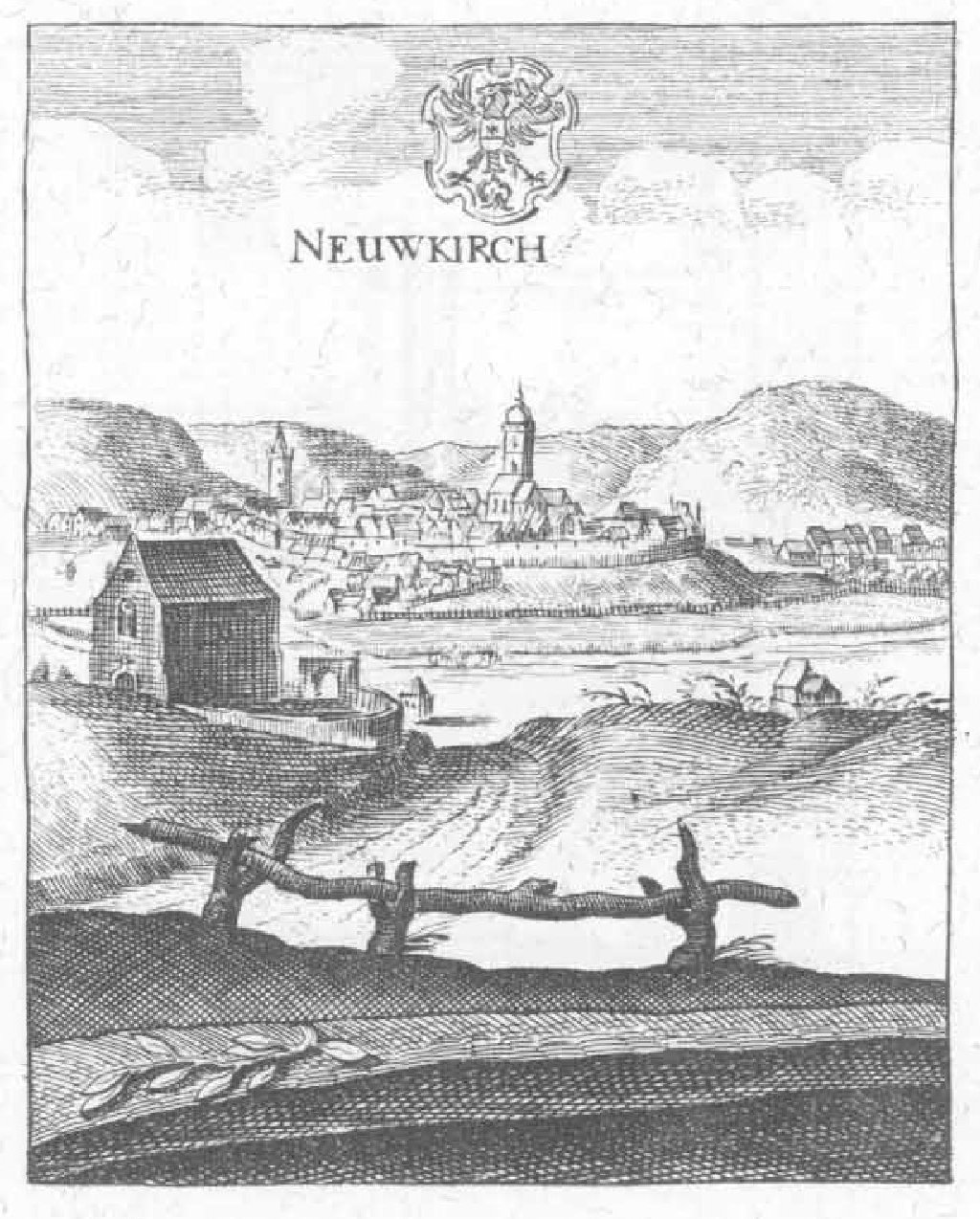
1655年に出版されたマテウス・メーリアンの銅版画に描かれたノイキルヒェン

ノイキルヒェンは、1142年にヘルスフェルト修道院の文書に初めて記録されている。1331年から1450年までツィーゲンハイン伯領、それ以後1867年まではヘッセン方伯のアムト・ノイキルヒェンの首邑であった。1368年にこの町は都市権を授けられた。この町は中世に何度も火災に苦しめられた。特に1533年の大火では、市内の 3/4 の家屋が犠牲となった。
三十年戦争では、1640年11月15日にリーベルスドルフ集落のわずか数百m北西で、フランスの軍勢とツィーゲンハインの市民兵を加えたザクセン＝ヴァイマル軍とハンス・ルドルフ・フォン・ブレダ率いる皇帝軍との間でリーベルスドルファー・ベルクの戦いが行われた。この戦いで、数に勝る皇帝軍は敗北し、ブレダは300人の部下と共に落命した。伝承によれば、ブレダは、1539年に組織されたツィーゲンハイン市民兵の司令官であるフェルテン・ムーリーの銃弾で死亡したと言われる。1883年にツィーゲンハイン市民はブレダが亡くなった場所、現在の連邦道 B454号線沿いにオベリスクを建てた。フェルテン・ムーリーがブレダを射殺したこの場所には、それ以来スリムな石柱が建っている。
1807年から1813年までのヴェストファーレン王国時代には、この街はヘルスフェルト管区カントン・ノイキルヒェンの行政府所在地であった。

## 行政

### 議会
ノイキルヒェンの市議会は、31議席からなる。

### 姉妹都市
- ロンポン＝シュル＝オルジュ（フランス、エソンヌ県）[3]

## 文化と見所

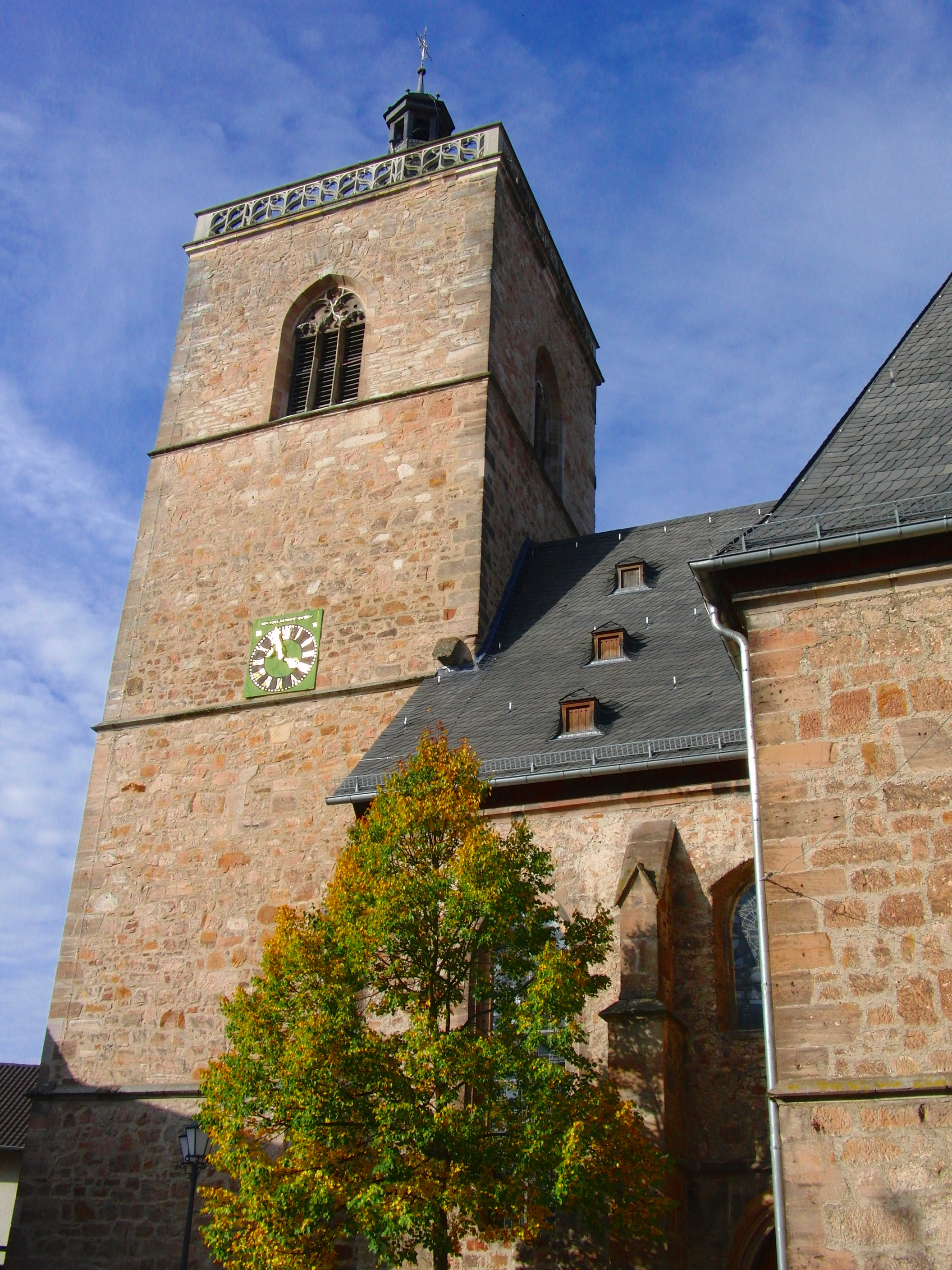
ニコライ教会

### 博物館
- 郷土博物館: 市史資料、前史時代の収集物など
- アステローデの厩舎は2009年以降ヘッセンパークの展示館として利用されている。

### 教会
- ノイキルヒェン市区中心部に建つニコライ教会は 500年以上前からいくつものフェーズを経て建設された[4]。

### スポーツ
ノイキルヒェンで全国的な知名度を持つのはサッカーではSCノイキルヒェンのトップチームである。かつて4年間に渡って当時の3部リーグに相当するレギオナルリーガでプレイした。2007年からは、ザイガーツハウゼンとノイキルヒェンとの間のノイキルヒェンの森に、この森を横切る4つの異なる距離のコースを有するノルディック・ウォーキング・パークが設けられた。

### サークル活動

#### 速記・タイプライター協会ノイキルヒェン 1980 e.V.
この街は、速記・タイプライター・サークル・ノイキルヒェンで広く知られている。このサークルの加盟者は多くの世界大会に出場し、何度もドイツ・チャンピオンとなり、数多くのヘッセン・チャンピオンを輩出している。

### 歴史資料
ノイキルヒェンの市の公文書は、ヘッセン州立マールブルク文書館に所蔵されている。資料はほぼ完全に公開されており、オンラインで閲覧可能である。
- ムーリーの石柱
- ヘッセンパークに移築されたアステローデの厩舎
- ノイキルヒェンに遺る古い木組み建築（1598年建造）

## 経済と社会資本

### プロ・ノイキルヒェン e.V.
2006年以降はプロ・ノイキルヒェン e.V. と称している経済団体は、経済の面だけでなく、文化的あるいは観光の面からもこの街の発展に貢献している。

### 交通
ノイキルヒェンは、連邦道 B454号線沿いに位置している。この街は北ヘッセン交通連盟に加盟している。

## 引用
1. ↑  Hessisches Statistisches Landesamt: Bevölkerung in Hessen am 31.12.2023 (Landkreise, kreisfreie Städte und Gemeinden, Einwohnerzahlen auf Grundlage des Zensus 2011)]
2. ↑  http://www.warlich.net/bernd/muhly-velten-valentin/ （2012年1月22日 閲覧）
3. ↑  姉妹都市（ノイキルヒェン市のインターネットサイト、2012年1月22日 閲覧）
4. ↑  ニコライ教会（ノイキルヒェン市のインターネットサイト、2012年1月22日 閲覧）
5. ↑  "Stadtarchiv Neukirchen" の所蔵品概要 Hessisches Archiv-Dokumentations- und Informations-System. （2012年1月22日 閲覧）
6. ↑  プロ・ノイキルヒェン e.V.（ノイキルヒェン市のインターネットサイト、2012年1月22日 閲覧）